# Сант'Ана (Асколи Пичено)
Сант'Ана (итал. Sant'Anna) насеље је у Италији у округу Асколи Пичено, региону Марке.
Према процени из 2011. у насељу је живело 145 становника. Насеље се налази на надморској висини од 25 м.